# Kulczak
Kulczak (Acaulon Müll. Hal.) – rodzaj mchów należący do rodziny płoniwowatych (Pottiaceae Schimp.). 

## Systematyka i nazewnictwo
Nazwa naukowa rodzaju Acaulon pochodzi od złożenia greckiego a-, czyli „bez”, oraz kaulos, czyli „łodyga”, nawiązując do bardzo krótkiej łodygi przedstawicieli tego rodzaju.
Według The Plant List rodzaj Acaulon liczy 25 akceptowanych nazwy gatunków, dla których istnieje 9 synonimów.
Wykaz gatunków:
| - Acaulon apiculatum Mitt. - Acaulon capense Müll. Hal. - Acaulon casasianum Brugués & H.A. Crum - Acaulon chrysacanthum I.G. Stone - Acaulon crassinervium Müll. Hal. - Acaulon dertosense Casas, Sérgio, Cros & Brugués - Acaulon eremicola I.G. Stone - Acaulon floerkeanum (F. Weber & D. Mohr) Müll. Hal. - Acaulon fontiquerianum Casas & Sérgio - Acaulon granulosum I.G. Stone - Acaulon integrifolium Müll. Hal. - Acaulon leucochaete I.G. Stone - Acaulon longifolium Herrnst. & Heyn - Acaulon mediterraneum Limpr. - Acaulon minus (Hook. & Taylor) A. Jaeger - Acaulon muticum (Schreb. ex Hedw.) Müll. Hal. – kulczak obcięty - Acaulon nanum Müll. Hal. - Acaulon recurvatum Magill - Acaulon robustum Broth. ex G. Roth - Acaulon rufochaete Magill - Acaulon schimperianum (Sull.) Sull. - Acaulon sphaericum J. Shaw - Acaulon triquetrum (Spruce) Müll. Hal. - Acaulon uleanum Müll. Hal. - Acaulon vesiculosum Müll. Hal. |